# Zafferano (colore)
Lo zafferano è una gradazione di giallo oro che ricorda il colore dell'omonima spezia.

## Storia
Il primo uso documentato di zafferano come nome di questo colore fu in inglese, nel 1200.

## Utilizzo
È uno dei colori usati dagli artigiani della kasbah di Ait-Ben-Haddou in Marocco, per creare dipinti visibili solo con l'uso di una fiamma, come il moderno inchiostro simpatico.
Il pittore statunitense Mark Rothko usò varie gradazioni del colore per la sua opera Saffron ("zafferano" nella lingua italiana) del 1957.

## Gradazioni

### Zafferano profondo
Lo zafferano profondo è il colore utilizzato nella banda più alta della bandiera indiana, che rappresenta il colore dell'induismo.

### Confronto delle tonalità di Zafferano
- Zafferano (Hex: #F4C430) (RGB: 244, 196, 48)
- Zafferano profondo (Hex: #FF9933) (RGB: 255, 153, 51)